# Prieuré d'Inchmahome
Le Prieuré d'Inchmahome est situé sur Inchmahome (Inch signifiant une île), la plus grande des trois îles au centre du Lac de Menteith, près de Aberfoyle dans la région de Perth and Kinross en Écosse.

## Étymologie
Le nom "Inchmahome" vient du Gaélique Innis MoCholmaig, signifiant île de St Colmaig.

## Histoire
Le prieuré a été fondé en 1238 par le Comte de Menteith, Walter Comyn, pour une petite communauté de l'ordre de Saint Augustin (Les Canons Noirs). La famille Comyn était l'une des plus puissantes de l'Écosse en ce temps-là, et possédait une imposante maison de campagne sur Inchtalla, l'un des autres îles du lac de Menteith. Quelques éléments prouvent l'existence d'une église sur cette île avant l'établissement du prieuré.
Le Prieuré reçoit depuis longtemps de prestigieux invités. Robert de Brus l'a visité trois fois, en 1306, 1308 et 1310. Ses déplacements étaient probables motivés par des considérations politiques, puisque le premier prieuré avait prêté serment d’allégeance à Édouard Ier d'Angleterre. En 1358 le futur roi Robert II y a également séjourné. En 1547, le Prieuré servi comme refuge à la reine Marie d'Écosse, âgée de quatre ans, cachée ici pour quelques semaines après la désastreuse défaite de l'armée d'Écosse à la Bataille de Pinkie Cleugh pendant le Rough Wooing.
Le déclin des ordres monastiques au XVIe siècle a été accéléré par le fait que les abbés étaient désormais nommés par le propriétaire terrien local, qui souvent n'avait pas les mêmes objectifs que les moines ou les prêtres ordonnés. En 1547, la charge incomba à John, Lord Erskine, qui prendra plus tard la direction de l'Abbaye de Cambuskenneth et de Dryburgh. La réforme écossaise mis fin aux ordinations de prêtres, pa conséquent le foncier et l'immobilier appartenant jusqu'alors au clergé passa graduellement entre les mains de non-religieux, menant peu à peu au déclin du prioré. En 1606 le foncier et l'immobilier entrèrent dans le patrimoine de la famille Erskine, et plus tard dans celui du Marquis de Montrose ; le 6e Duc de Montrose les transmis à l'État en 1926 afin qu'ils soient entretenus.
L'auteur et politicien, radical nationaliste, Robert Bontine Cunninghame Graham et son épouse Gabriela sont enterrés dans la nef en ruine du Prieuré, où se trouve également une pierre commémorative de leur neveu et héritier l'amiral A.E.M.B. Cunninghame Graham.
Bien que la plus grande partie des édifices soient en ruine, une grande partie de la structure originale du XIIIe siècle demeure et est à la charge de Historic Scotland qui l'entretient et le préserve en comme un site historique important. Le prieuré peut être visité en bateau à partir du ponton du Port de Menteith, de mars à septembre.

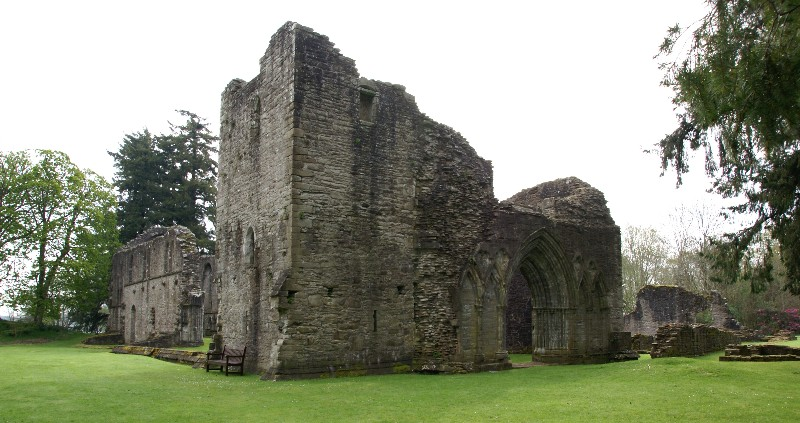
Prieuré d'Inchmahome vue de la tour de l'église.
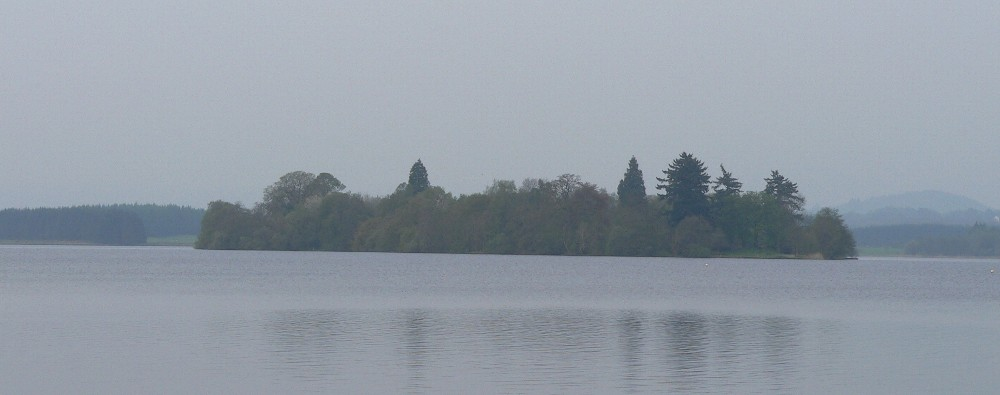
Vue de l'île Inchmahome.
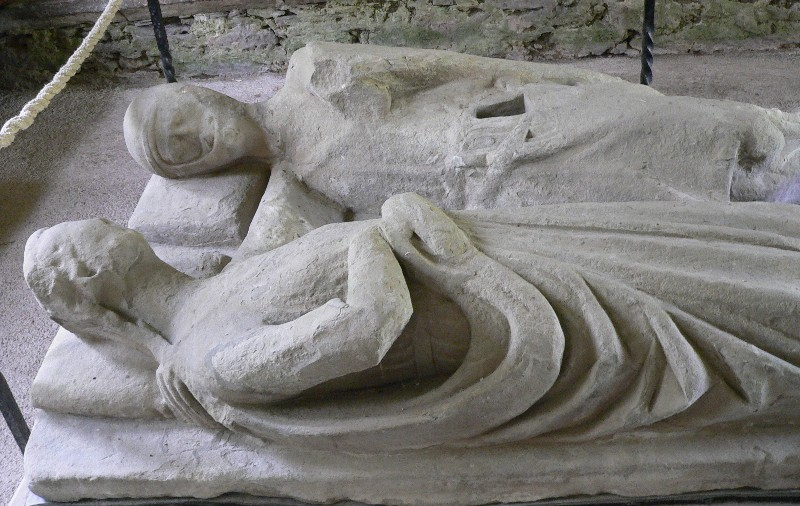
Gisant.
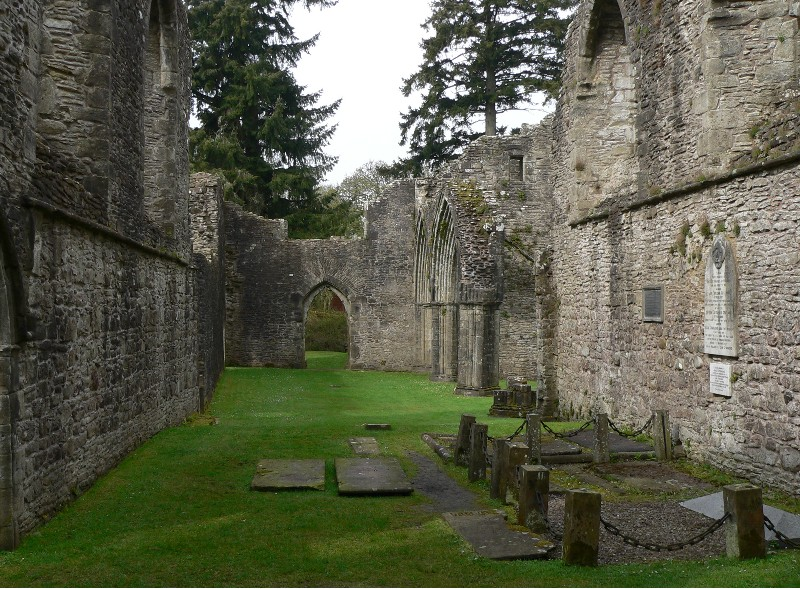
Intérieur de l'église vue de l'est.
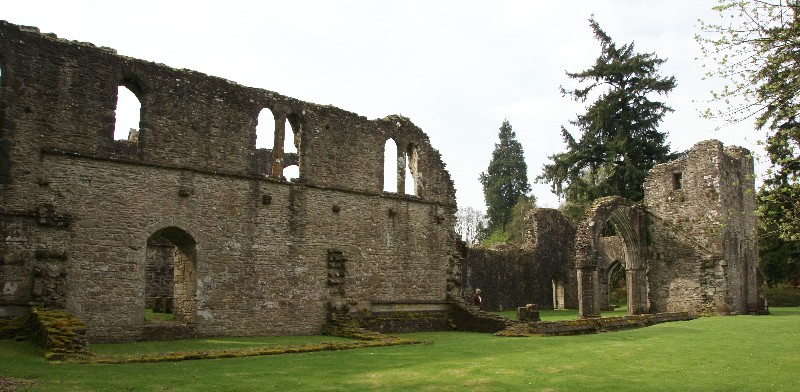
Vue nord de l'église, porte menant à la sacristie.
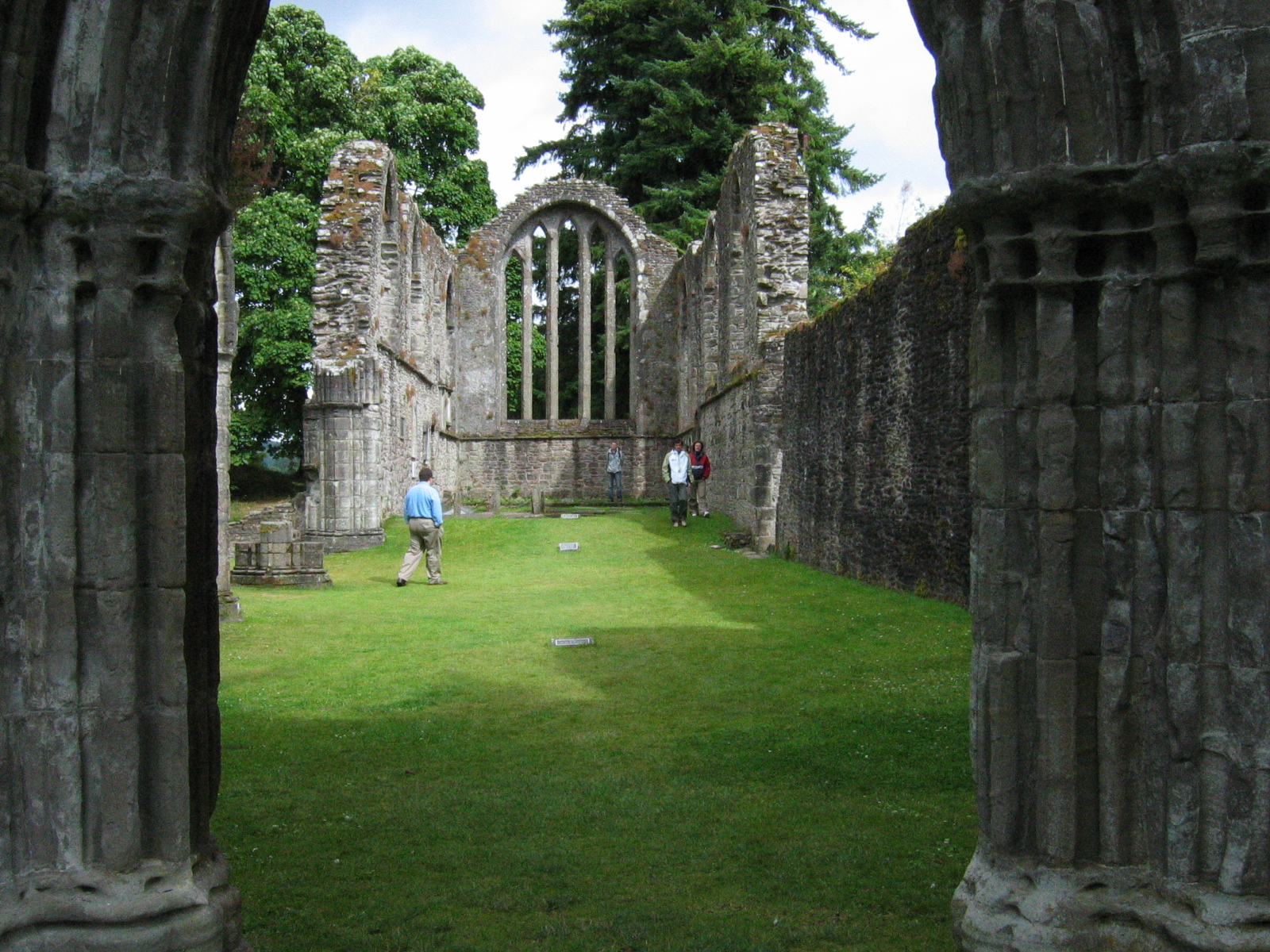
Intérieur de l'église.